# Gratangen
Gratangen é uma comuna da Noruega, com 312 km² de área e 1 282 habitantes (censo de 2004).         